# Никулина, Екатерина Александровна
Екатерина Александровна Никулина (род. 15 января 1992, Калач-на-Дону, Волгоградская область) — российская самбистка, призёр первенства России среди юниоров, призёр чемпионата России, кандидат в мастера спорта России. Выступала в тяжёлой весовой категории (свыше 80 кг). Наставником Никулиной был Георгий Иващенко.

## Спортивные достижения
- Первенство России по самбо среди юниоров 2012 года — ;
- Первенство ЮФО по самбо — [1];
- Чемпионат России по самбо среди женщин 2013 года — ;